# Say Anything (gruppo musicale)
I Say Anything sono un gruppo emo/indie rock statunitense fondato nel 2001 dal cantante Max Bemis.

## Storia del gruppo
I Say Anything nascono nel 2000 sotto il nome di Sayanything.
Il gruppo si autoproduce i primi due EP, Junior Varsity e Menora/Majora, e il primo LP, intitolato Baseball.
Nel 2004 esce sotto etichetta Doghouse Records ...Is A Real Boy, stavolta sotto la produzione di Tim O'Heir, disco che riscuote ottimo successo di pubblico e di critica.
In seguito all'uscita dell'album e poco prima del loro tour da headliner viene diagnosticato a Max Bemis un disturbo bipolare.
Nel 2005 il gruppo firma un contratto con la J Records (etichetta appartenente alla BMG), che ristamperà ...Is A Real Boy affiancandolo ad un disco bonus intitolato ...Was A Real Boy, contenente 8 brani inediti, da cui sarà anche estratto il secondo singolo della band, Wow, I Can Be Sexual Too.
Il primo singolo estratto dalla ristampa è invece Alive With The Glory Of Love.
Nell'Ottobre del 2007 vede la luce il secondo full-length del gruppo, un doppio album intitolato In Defense Of The Genre, da cui sarà estratto il singolo Baby Girl, I'm A Blur.
Sempre nel 2007 i Say Anything annunciano la partecipazione al primo Myspace Tour, dei quali saranno co-headliner insieme agli Hellogoodbye.
Il 3 novembre 2009 pubblicano il loro terzo album di studio, Say Anything, con la RCA Records.
Attualmente i Say Anything sono formati da Max Bemis (voce), Coby Linder (batteria), Kenny Vasoli (basso), Jake Turner (chitarra e voce), Jeff Turner (chitarra e voce), and Parker Case (tastiera e voce).

### Successo di critica e di pubblico
...Is A Real Boy ottiene un enorme apprezzamento sia dalla critica che dal pubblico.
Emblematico del successo dell'album è il 99% ottenuto su AbsolutePunk dalla critica e il 97% ottenuto dal pubblico.
In Defense of the Genre ha ottenuto ottimi riscontri dalla critica statunitense.
L'omonimo Say Anything, uscito per RCA Records è l'album della definitiva maturazione ed affermazione della band negli Stati Uniti d'America ma nonostante sia uscito per una major non è possibile reperirlo in Italia se non come disco d'importazione.

## Discografia

### Album studio
| Data di Uscita       | Titolo                  | Etichetta                             |
| 2001                 | Baseball                | A.D.D. Records                        |
| 2004 2006 (ristampa) | ...Is a Real Boy        | Doghouse Records J Records (ristampa) |
| 2007                 | In Defense of the Genre | J Records                             |
| 2009                 | Say Anything            | RCA Records                           |

### EP
| Data di Uscita | Titolo         | Etichetta        |
| 2000           | Junior Varsity | -                |
| 2003           | Menora/Majora  | -                |
| 2004           | For Sale...    | Doghouse Records |

### Singoli
| Data di Uscita | Titolo                       | Album                   |
| 2006           | Alive with the Glory of Love | ...Is a Real Boy        |
| 2007           | Wow, I Can Get Sexual Too    | ...Was a Real Boy       |
| 2007           | Baby Girl, I'm a Blur        | In Defense of the Genre |

### Apparizioni in compilation
- 2007 - Punk Goes Acoustic 2
- 2008 - Warped Tour 2008 Tour Compilation

## Curiosità
- Max Bemis fa parte di un side project con Chris Conley dei Saves the Day chiamato Two Tongues.
- In In Defense of the Genre sono presenti molte partecipazioni canore da parte di artisti della scena Emo, Indie rock e Pop punk americana come Dashboard Confessional, Matt Skiba, Hayley Williams, Kenny Vasoli, Chris Conley, Gerard Way, Adam Lazzara. In particolare Max Bemis e molto amico di Chris Carrabba dei Dashboard Confessional e Kenny Vasoli degli Starting Line, attuale bassista della Band.